# Betiska kordiljäran

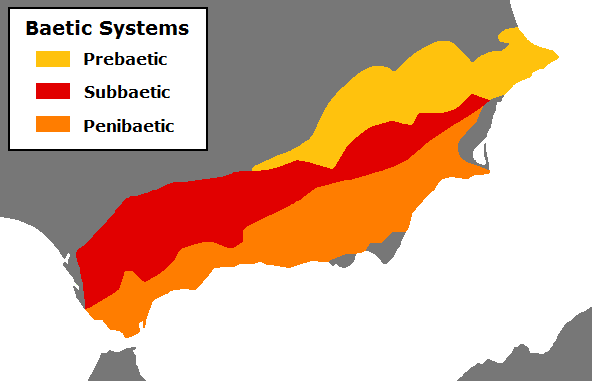
Andalusiska veckbergens utbredning i Spanien.

Betiska kordiljäran, Betiska kordilleran (spanska Cordillera Penibetica) eller Andalusiska veckbergen är ett bergskedjesystem i sydöstra Spanien tillhörande Alpiderna. Tillsammans med Rifbergen utgör de Gibraltarbågen.
Bergskedjan sträcker sig ostnordostlig riktning från Atlanten till Cabo de Gata vid Medelhavet, på sina håll med en bredd av 200 kilometer. Betiska kordiljäran har samma geologiska uppbyggnad som Västalperna. Veckningen har pågått in i miocen tid och ersattes under pliocen av en sönderbrytning av veckningszonen i horstar och bäcken. Genom ett antal depressioner och högslätter uppdelas bergskedjan i två huvudregioner: den södra som utgör den egentliga Betiska kordilleran och den norra lägre så kallade subbetiska kedjorna. Huvudsakligen uppbyggs bergskedjan av kristallina bergarter och paleozoiska sediment. Även kalkstenar från trias och jura samt dolomiter förekommer. Genom längsgående dalar såsom Alpujarras skiljs kustkedjorna från systemets största bergskedja Sierra Nevada vars högsta topp är Mulhacén. Dess östra fortsättning utgörs av Sierra de los Filabres varefter bergskedjan sänker sig innan den når kusten. Subbetiska kedjorna är lägre och består främst av mesozoiska och tertiära sediment. Denna del når kusten vid Cabo de la Nao och har sin fortsättning i den undervattensbergskedja som Balearerna utgör toppen av. Därifrån sträcker den sig vidare över Sardinien och Korsika innan den vid Genua övergår i Västalperna.
Under Istiden rymde Betiska kordiljäran betydande glaciärer, som nådde ned till cirka 2.300 meter över havet. Numera saknas glaciärer, endast de allra högsta topparna har ständig snö. Vegetationen är alpin, på de lägre sluttningarna växer skogar av korkek och kastanj.
Namnet på bergskedjesystemet kommer från den romerska provinsen Hispania Baetica.